# Pärlemor (roman)

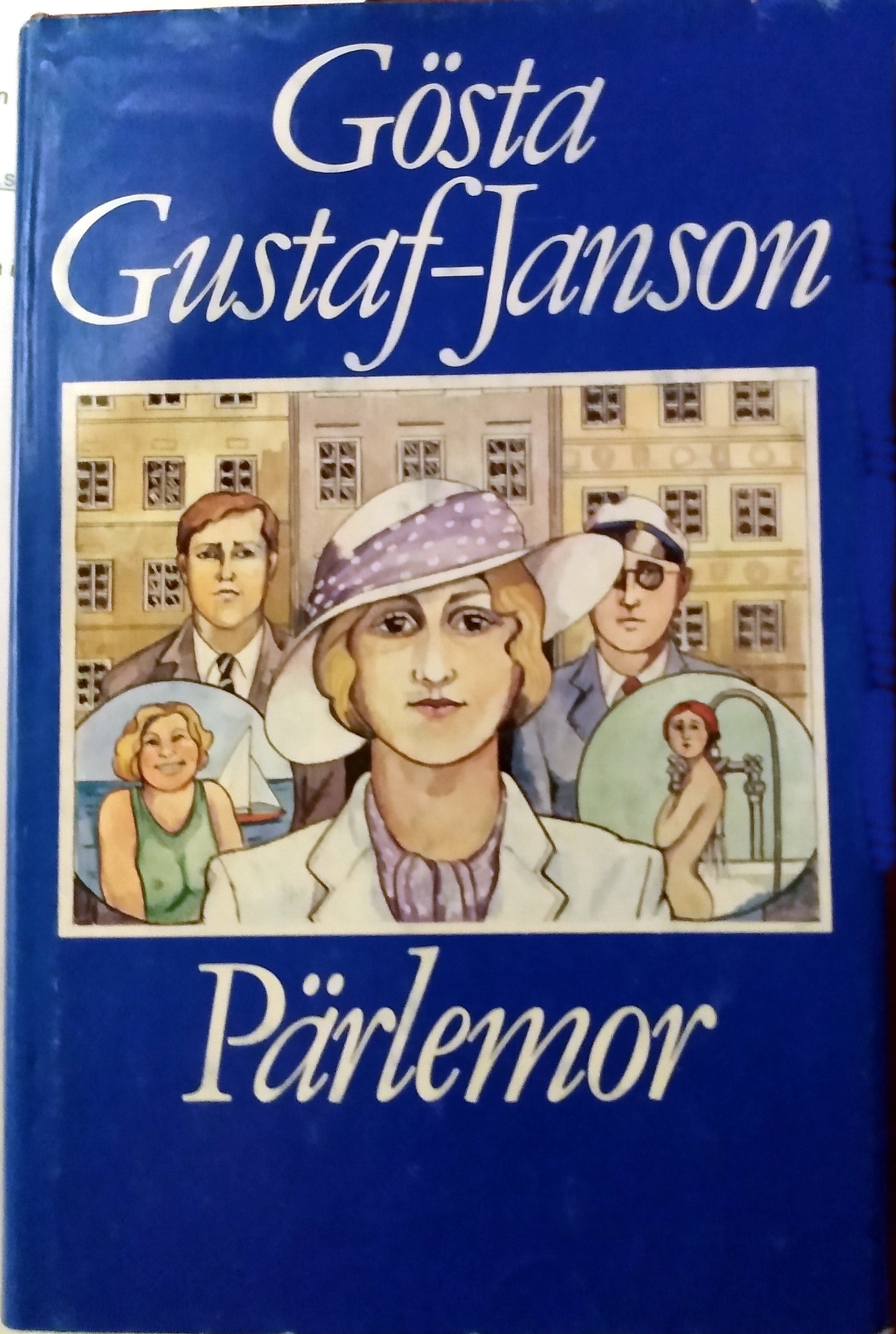

Pärlemor är en roman skriven av Gösta Gustaf-Janson och utgiven 1960. Romanen är den första i serien om familjen Waebel. 
Boken  filmatiserades 1961.

## Handling
Bokens titel är inte bara namnet på ett sommarställe tillhörigt den borgerliga östermalmsfamiljen Waebel, utan även smeknamnet på modern Signe, som levt och lever uteslutande för sina två söner Jan och Klemens. Romanen utspelar sig i början av 1930-talet i det borgerliga Stockholm. Böckerna skildrar trassliga familjerelationer i en familj med en dominerande och neurotisk modersgestalt. 

## Källa
- Gustaf-Janson, Gösta (1960). Pärlemor. Stockholm: Albert Bonniers Förlag. Libris 1785036